# Bakir Beširević
Bakir Beširević (Orašje, 3 november 1965) is een voormalig profvoetballer uit Bosnië en Herzegovina die speelde als linkermiddenvelder gedurende zijn carrière. Hij beëindigde zijn loopbaan in 2006 bij de Bosnische club HNK Orašje. Beširević speelde eerder clubvoetbal in Kroatië. Hij kwam tot 327 competitiewedstrijden en 54 doelpunten voor NK Osijek.

## Interlandcarrière
Beširević kwam in totaal negentien keer (nul doelpunten) uit voor de nationale ploeg van Bosnië en Herzegovina in de periode 1996–2000. Onder leiding van bondscoach Fuad Muzurović maakte hij zijn debuut op 8 oktober 1996 in de WK-kwalificatiewedstrijd tegen Kroatië (1-4) in Bologna, net als Sanjin Pintul (FK Željezničar), Nudžein Geča (NK Bosna), Amir Teljigović (Trelleborgs), Sead Halilović (Hapoel Be'er Sheva) en Hasan Salihamidžić (Hamburger SV).